# (523756) 2014 WD509
(523756) 2014 WD509 est un objet transneptunien faisant partie des cubewanos 

## Caractéristiques
(523756) 2014 WD509 mesure environ 222 km de diamètre, autour du lui orbite à environ 7 910 ± 50 km une lune d'environ 157 km de diamètre. 